# (182294) 2001 KU76
(182294) 2001 KU76 è un oggetto transnettuniano (TNO) risonante, con risonanza di 11:6 con Nettuno. Il valore è prossimo a quello proprio anche del pianeta nano Makemake.
Quando nel 2021 raggiungerà il perielio, si troverà a 37,69 UA dal Sole.
Per l'oggetto è stata stimata una magnitudine assoluta di 6,6. Assumendo un'albedo di 0,09 (valore tipicamente adottato per un TNO), il suo diametro è stato stimato in 211 km.

Le librazioni di 2001 KU_{76}. Nettuno è il punto bianco (stazionario), in corrispondenza delle 5 di un orologio. Il moto relativo di Urano è in blu, quello di Saturno in giallo e quello di Giove in rosso.